# 霊松院 (鍋島重茂正室)

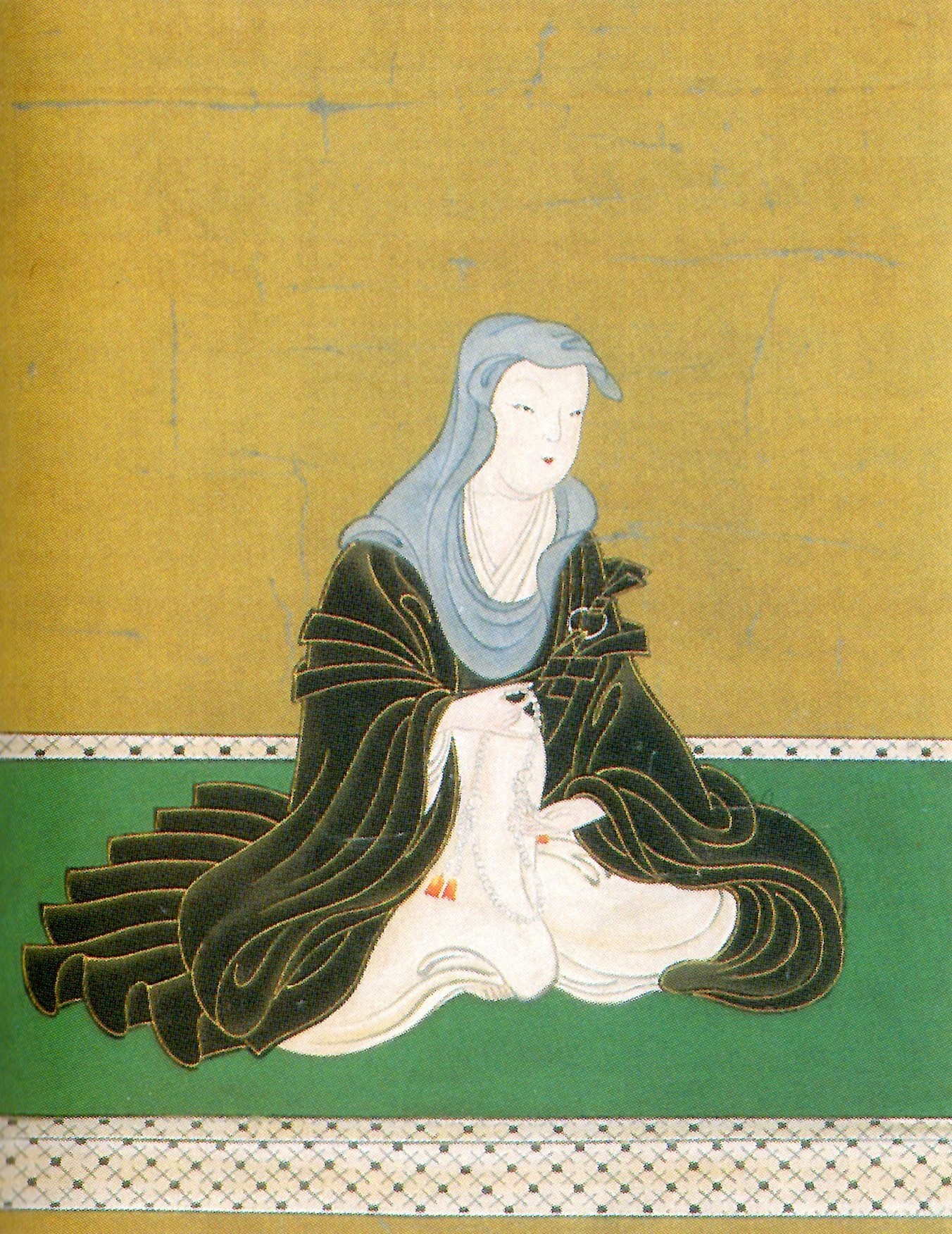
霊松院

霊松院（れいしょういん、元文4年9月2日（1739年10月4日） - 宝暦11年10月5日（1761年11月1日））は、佐賀藩主鍋島重茂の正室。仙台藩主伊達宗村の長女で、母は徳川吉宗の養女・利根姫。名は源姫（もとひめ）、惇子。院号は霊松院。戒名は青岩恵浄。

## 経歴
元文4年（1739年）に江戸愛宕下にある仙台藩中屋敷の利根姫御守殿で出生した。
延享2年閏12月（1746年2月）母の利根姫を6歳で喪う。また宝暦6年5月（1756年6月）、18歳の時に父の宗村も死去した。
寛延3年（1750年）7月、鍋島重茂と婚約。宝暦8年（1758年）9月、結婚した。宝暦11年（1761年）10月5日に源丸を出産するが、即日死去した。享年23。遺骨は火葬の後に佐賀藩江戸藩邸近くの賢崇寺と佐賀、紀伊国高野山に分骨される。
只野真葛の『むかしばなし』には、母を早くに亡くした源姫を愛育する祖父・吉村の姿が描かれている。「御守殿様御腹にただ御一人の御姫様いらせられしが、獅山様御孫なり。はやく御守殿様はかくれ給いし故、御じじ様御秘蔵遊ばされ、時分かぬ御楽しみなりしとなり」とあり、源姫に田植えを見せようと大百姓の家に出向き、目の前で田植えを行わせたという。